# Baixos al Raval de Barcelona, 25 (Ripoll)
Els Baixos al Raval de Barcelona, 25 és una obra de Ripoll protegida com a Bé Cultural d'Interès Local.

## Descripció
Conjunt format per dues obertures: una és la porta d'accés a la casa amb brancals i llinda de carreus, amb dos esglaons per salvar el desnivell respecte al carrer. L'altre obertura, que originàriament eren dos portals, actualment és un únic portal amb brancals i dues llindes de carreus de pedra. En una hi ha gravades dues ferradures i una creu llatina, i a l'altra la data 1762, una creu llatina, i dos sagrats cors; a la part inferior sembla que hi diu "Pera Coch farre me fecit".